# Малый Выстороп
Малый Выстороп (укр. Малий Вистороп) — село,
Маловысторопский сельский совет,
Лебединский район,
Сумская область,
Украина.

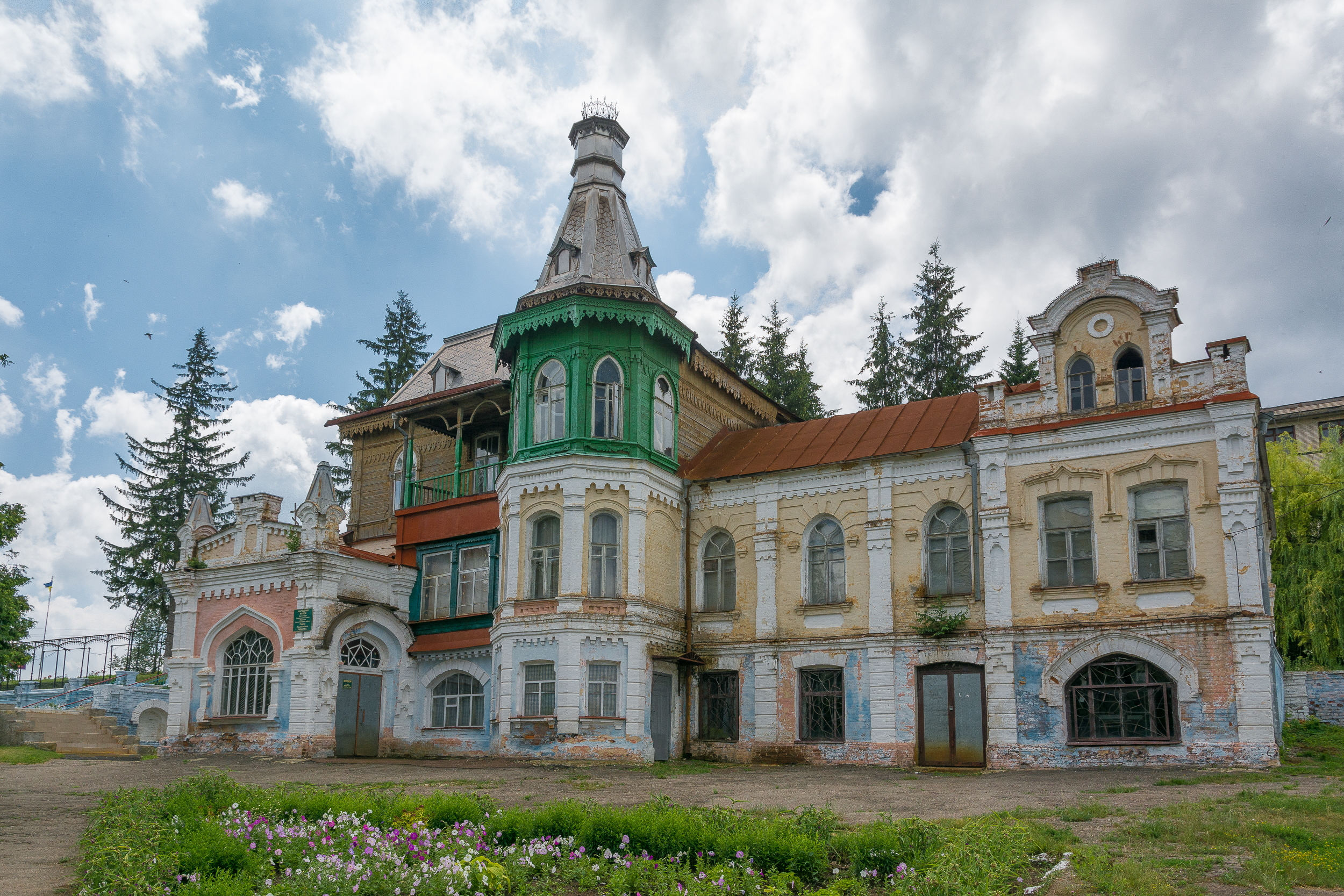
Народный музей маршала танковых войск Павла Рыбалко

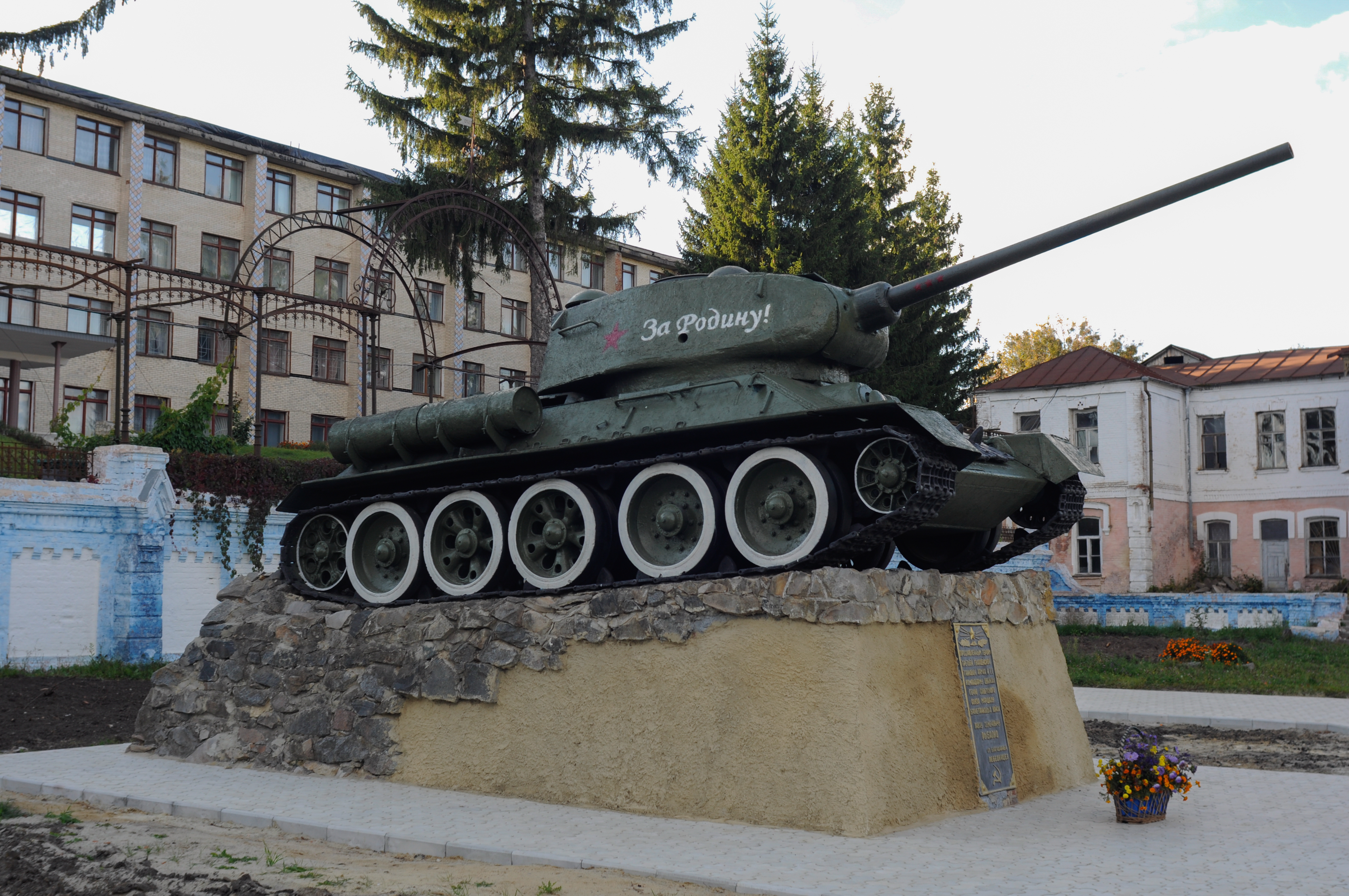
Танк Т-34, установленный в честь 3-й гвардейской танковой армии и её командующего - Рыбалко П.С.

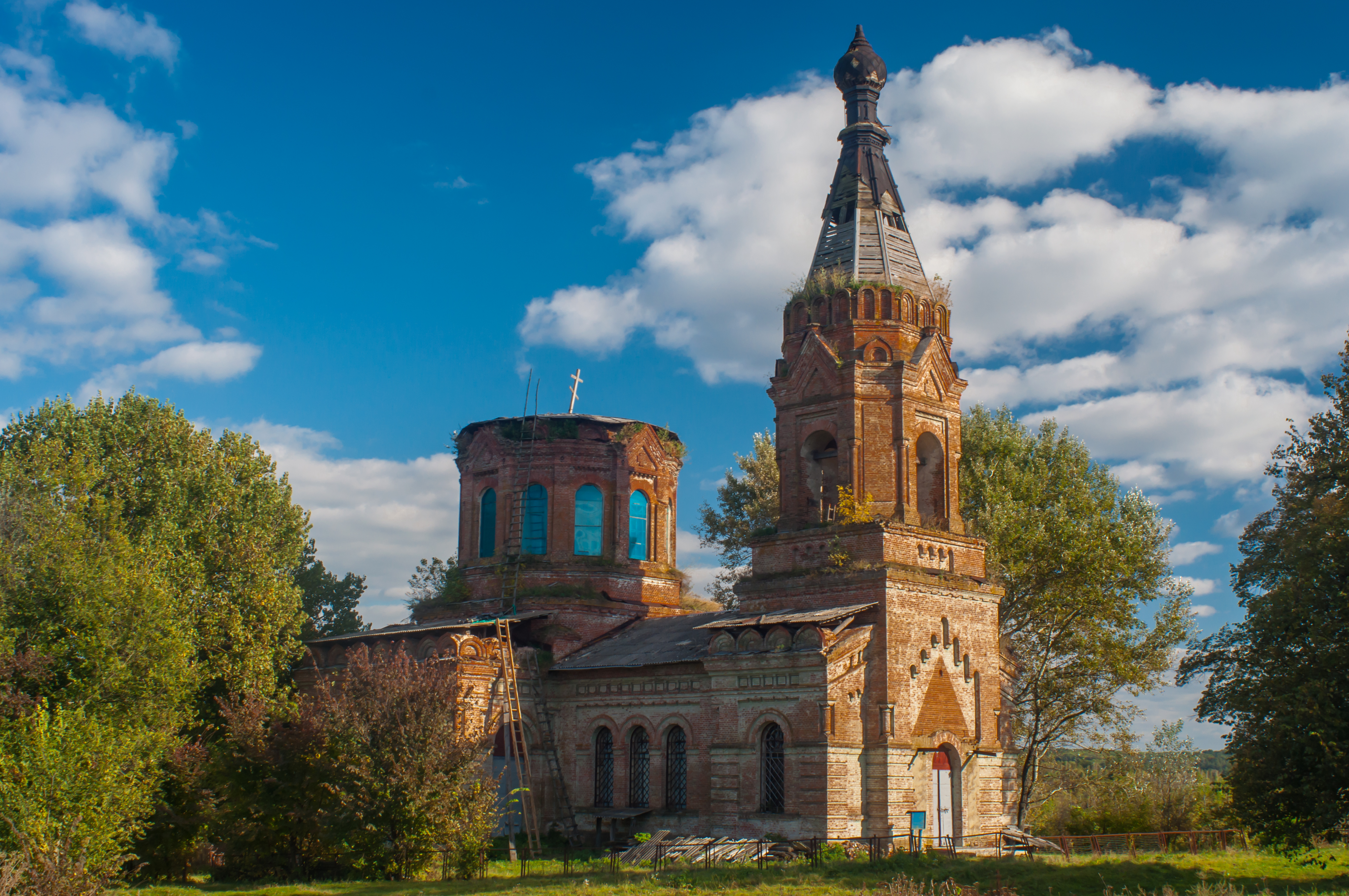
Михайловская церковь

Код КОАТУУ — 5922985801. Население по переписи 2001 года составляло 1443 человека .
Является административным центром Маловысторопского сельского совета, в который, кроме того, входит посёлок
Зализничное.

## Географическое положение
Село Малый Выстороп находится на берегу реки Легань,
ниже по течению на расстоянии в 1,5 км расположено село Великий Выстороп.
На реке несколько запруд.
К селу примыкает несколько лесных массивов (дуб).
Рядом проходит железная дорога, станция Выстороп в 1,5 км.

## История
Первое письменное упоминание о селе Малый Выстороп относится к 1695 году.
Во второй половине XIX века жизнь большинства жителей этого села была связана с сахарным производством. Здесь строится Харьково-Романовский свеклосахарный завод, первая продукция которого была выпущена в 1845 году. Впоследствии, в 1895 году для нужд завода был проложен железнодорожный путь.

## Экономика
- ООО «Маловысторопское».

## Объекты социальной сферы
- Дом культуры
- Маловысторопский учебно-воспитательный комплекс[2]
- Маловысторопский колледж им. П. С. Рыбалко Сумского национального аграрного университета[3]
- Народный мемориальный музей маршала бронетанковых войск П. С. Рыбалко. Расположен в построенном в 1870 году бывшем здании конторы Романовского сахарного завода, являющимся памятником истории (сам завод был разобран в конце 20-х годов XX века).

## Известные люди
- Павел Семёнович Рыбалко (1894—1948) — командующий танковыми и общевойсковой армиями в Великой Отечественной войне, дважды Герой Советского Союза. Родился в селе Малый Выстороп.

## Религия
- Михайловская церковь, построена в 1904 году.

## Достопримечательности
- Танк Т-34-85.